# Піддіафрагмальний поштовх

Виконання піддіафрагмальних поштовхів

Піддіафрагмальні поштовхи, натиски на живіт, також відомі як прийом Геймліха (Гаймліха) або маневр Геймліха (Гаймліха), є процедурою першої допомоги, яка використовується при перекритті верхніх дихальних шляхів сторонніми предметами. Його відкриття часто приписують американському лікарю Генрі Геймліху. При виконанні цього прийому рятувальник стоїть позаду потерпілого і своїми руками тисне на нижню частину діафрагми. Це стискає легені, чинить тиск на будь-який предмет, що застряг у трахеї, і має його виштовхнути.
Більшість сучасних протоколів, зокрема протоколи Американської кардіологічної асоціації, Американського Червоного хреста та Європейської ради ресусцитації, рекомендують кілька етапів допомоги при обструкції дихальних шляхів: з кожним наступним застосовувати все більший тиск. Більшість протоколів рекомендують заохочувати потерпілого до кашлю, потім робити сильні ляпаси по спині і, нарешті, натиски на живіт або грудну клітку в крайньому випадку. Деякі рекомендації також рекомендують чергувати натиски на живіт і ляпаси по спині.

## Історія
Єврейсько-американський торакальний хірург і медичний дослідник Генрі Геймліх, відомий популяризацією методу поштовхів у живіт, стверджував, що ляпаси по спині призводили до смерті, змушуючи сторонні предмети застрягати у трахеї. Дослідження Дея, Дюбуа та Креліна в Єльському університеті 1982 року, яке переконало Американську кардіологічну асоціацію припинити рекомендувати удари по спині для боротьби з удушенням, частково профінансоване власним фондом Геймліха. За словами Роджера Вайта, доктора медицини з клініки Майо та Американської кардіологічної асоціації (AHA), «Тут ніколи не було ніякої науки. Геймліх перемагав науку увесь час своєю витонченою тактикою та залякуванням, і всі, включаючи нас в AHA, поступилися».
З 1985 по 2005 рік в опублікованих рекомендаціях Американської кардіологічної асоціації та Американського Червоного хреста піддіафрагмальні поштовхи були єдиним рекомендованим засобом порятунку людей, що подавилися. У 2006 році обидві організації[джерело?] різко змінили курс і «понизили» використання техніки. Для постраждалих, які при свідомості, нові рекомендації рекомендують спочатку наносити ляпаси по спині; якщо цим методом не вдалося усунути обструкцію дихальних шляхів, рятувальники повинні були застосувати натиски на живіт. Для постраждалих без свідомості нові рекомендації рекомендують робити натиски на грудну клітку.
Генрі Геймліх також пропагував черевні натиски як засіб при утопленні та нападах астми. Зараз Червоний хрест заперечує ці твердження. Інститут Геймліха припинив на своєму вебсайті виступати за те, щоб маневр Геймліха використовувався як захід першої медичної допомоги потерпілим. Його син, Пітер М. Геймліх, стверджує, що в серпні 1974 року його батько опублікував перше з серії шахрайських повідомлень про випадки, щоб сприяти використанню черевних поштовхів для порятунку людей, що майже втопилися. Рекомендації Американської кардіологічної асоціації 2005 року щодо порятунку утоплення не містили цитат роботи Геймліха та застерігали від використання маневру Геймліха для порятунку утоплення як недоведеного та небезпечного через ризик блювоти, що може призвести до аспірації.
У травні 2016 року Генрі Гаймліх, у віці 96 років, сам використав цей прийом, щоб врятувати життя співмешканця у будинку престарілих у Цинциннаті. Згідно зі статтею, це був перший або другий випадок, коли сам Геймліх використав свій однойменний маневр, щоб врятувати життя комусь у неімітованій ситуації удушення.

## Універсальна ознака задухи
Жертва, яка задихається, зазвичай не може говорити і може взагалі не видавати багато звуку. Універсальною ознакою задухи вважається мовчазна ознака від людини, яка не може дихати, і полягає в тому, що кладе обидві руки на власне горло, намагаючись привернути увагу інших, хто може допомогти.

## Техніка

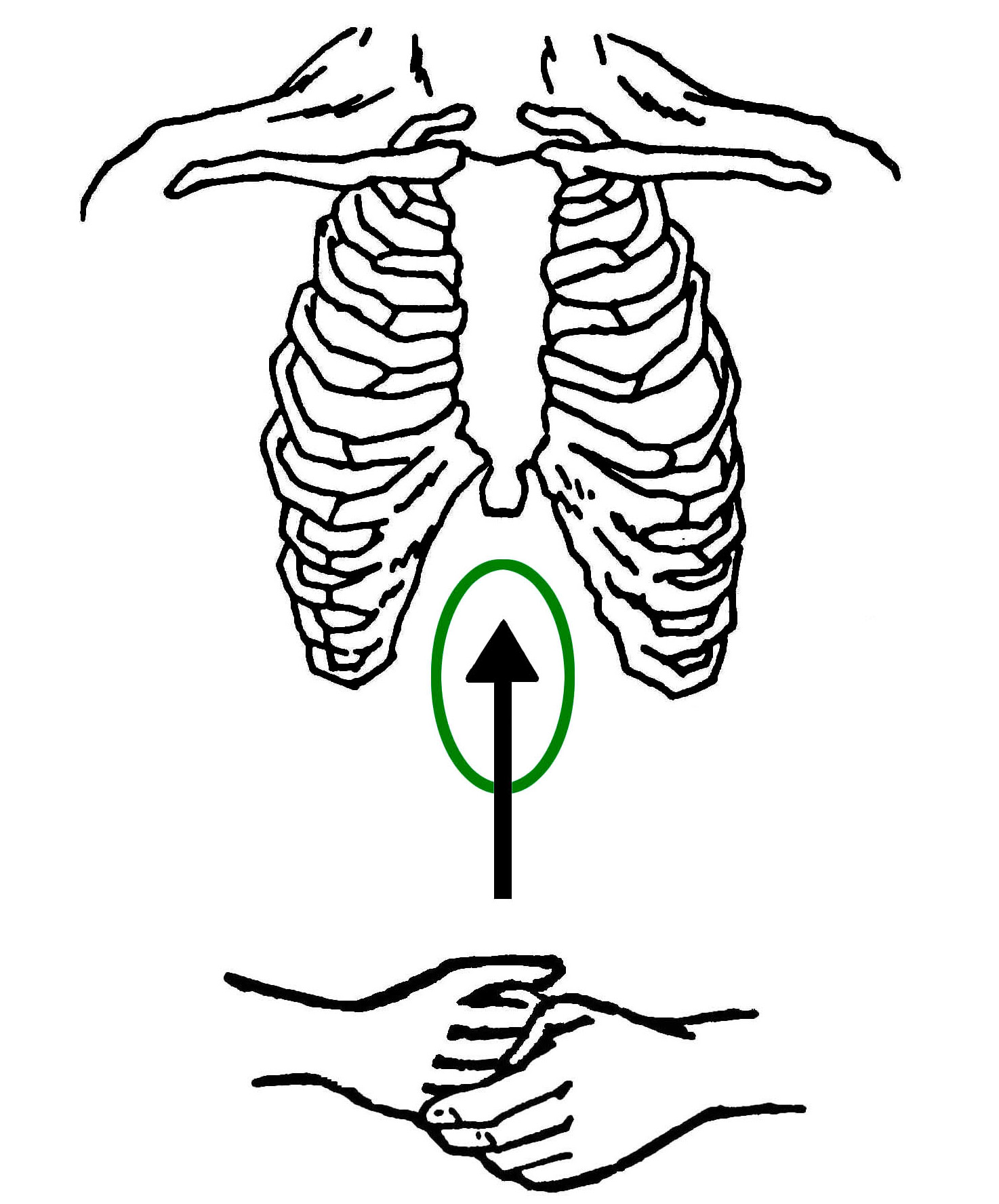
Руки кладуть на живіт між грудьми і пупом і різко тиснуть у напрямку вгору

Як Американський Червоний хрест, так і Національна служба охорони здоров'я Великої Британії (NHS) радять, що в першу чергу рятувальник повинен заохочувати потерпілого відкашляти сторонній предмет. Як другий засіб, рятувальник повинен дати п'ять ударів по спині, нахиляючи хворого вперед. Тиснути на живіт рекомендовано тільки в тому разі, якщо попередні методи не дають результату. Як і Європейська рада ресусцитації та клініка Майо, вони рекомендують повторювати цикл із 5 ударів по спині та 5 поштовхів живота. Вони не рекомендовані для дітей віком до 1 року. На відміну від поширених американських та європейських порад, Австралійська рада з реанімації рекомендує тиснути на грудну клітку замість натисків на живіт.
Під час виконання прийому, рятувальник стоїть позаду потерпілого, який також стоїть, і руками чинить сильний тиск на нижню частину діафрагми. Як приклад, WebMD рекомендує стиснути кулак однієї руки і покласти на нього іншу, щоб натиснути обома руками трохи вище пупка людини. Це стискає легені і чинить тиск на будь-який предмет, що застряг у трахеї, і має його виштовхнути. Тиск дорівнює штучно викликаному кашлю. Щоб допомогти більшій людині, може знадобитися більше сили. Клініка Майо рекомендує робити таке ж розміщення кулака і руки, і радить штовхати вгору так, наче ви намагаєтеся людину підняти.
Якщо потерпілому не вдається тиснути на живіт (наприклад, у разі вагітності або надмірного ожиріння), замість цього рекомендуються натиски на грудну клітку. Вони наносяться на нижню половину грудної кістки, але не в самому низу (там розташований мечоподібний відросток, який можна зламати).
Якщо потерпілий не стоїть у вертикальному положенні, Національний інститут охорони здоров'я США (NIH) рекомендує розташувати людину на спині, потім осідлати тулуб і робити натиски на грудну клітку.
Потерпілі, що задихаються, але все ще перебувають у свідомості, можуть самостійно виконати процедуру без сторонньої допомоги. Однак це може бути складно, тому в цьому та деяких інших випадках (інваліди тощо) рекомендується використовувати пристрої проти удушення.
Через сильний характер процедури, навіть якщо вона виконана правильно, поштовхи на живіт можуть травмувати людину. Висока ймовірність появи синців на животі і більш серйозних травм, включаючи перелом мечоподібного відростка або ребер. Національна служба охорони здоров'я рекомендує, щоб усі, кому робили піддіафрагмальні поштовхи, після цього пройшли медичне обстеження.
Дослідники в Royal Brompton Hospital показали, що рятувальник, який спрямовує черевні поштовхи всередину, створює аналогічний внутрішньогрудний тиск (50-60 CMH2O) до поштовхів всередину і вгору. Вони стверджують, що такі поштовхи може бути легше виконати з меншим ризиком травмувати грудну клітку або органи угорі черевної порожнини. Учасники дослідження, які самостійно здійснювали натиски на живіт, викликали тиск, подібний до того, який створює стороння особа, яка надає першу допомогу. Найвищий тиск зафіксували в учасників, які виконували черевні поштовхи до спинки крісла (115 CMH2O).